# Short S.80
El Short S.80 fue uno de los primeros hidroaviones británicos, construido por Short Brothers para que Frank McClean emprendiera una expedición aérea por el Nilo para investigar las cataratas entre Asuán y Jartum. Después de un vuelo exitoso a Jartum, fue devuelto a Inglaterra, donde fue utilizado para entrenamiento por el RNAS. Cuando se construyó, era el avión exitoso más grande que se había construido en Gran Bretaña. También fue conocido como el Short Nile Pusher Biplane Seaplane (Hidroavión Biplano Propulsor del Nilo).

## Desarrollo
Al darse cuenta de que la operación en el clima cálido de Egipto requeriría un avión con una carga alar baja, McClean consiguió que Shorts modificara uno de sus biplanos Short S.27, dotándolo de alas extendidas. Resultó tener poca potencia y, por lo tanto, Shorts construyó un nuevo avión para McClean, utilizando un motor rotativo de dos filas Gnome Double Lambda de 120 kW (160 hp). De configuración similar al Modified S.27, el S.80 era un biplano propulsor de tres vanos de envergaduras desiguales, con una góndola montada en el ala inferior para acomodar al piloto y a los pasajeros en dos pares de asientos lado a lado, con el motor detrás de ellos moviendo una hélice propulsora. La góndola se extendió hacia adelante para llevar un elevador frontal montado sobre estabilizadores levantados, y el empenaje, que consistía en un plano de cola alto y un elevador con un par de timones montados debajo, se llevaba sobre botalones de madera arriostrados mediante cables, detrás de las alas. Se montaron un par de flotadores sin rediente de sección rectangular debajo del ala, complementados por un par de bolsas de aire montadas al final de cada botalón de cola inferior.

## Historia operacional
El S.80 fue volado por primera vez por Gordon Bell el 2 de octubre de 1913, y el 19 de noviembre se realizó una prueba de carga de peso, en la que voló con cinco pasajeros. Luego fue desmantelado y enviado a Alejandría a bordo del SS Corsican Prince.

### La expedición al Nilo
Después del reensamblaje en el Astillero Naval de Alejandría, McClean, Alec Ogilvie, Horace Short y el mecánico de la expedición, Gus Smith, volaron los 410 km hasta El Cairo el 2 de enero de 1914. Este era el límite de alcance del avión, y Spottiswoode tuvo que establecer un conjunto de depósitos de combustible a intervalos de 190 km a lo largo de la ruta planificada. Una vez hecho esto, el grupo partió hacia el Alto Egipto y llegó a Asuán el 15 de enero. Se encontraron problemas con el sobrecalentamiento de la fila trasera de cilindros y, al despegar de Asuán, el rendimiento decayó tanto que, después de cuarenta millas, McClean regresó a Asuán, rodando la mayor parte del camino. Al llegar a Asuán, se descubrió que era necesario reemplazar cuatro cilindros. Después de que éstos fueron enviados desde París, la expedición se reanudó el 16 de febrero, cuando se realizó el vuelo de 309 km hasta Wadi Halfa. Después de dos días de descanso, emprendieron la siguiente etapa, que siguió el curso del Nilo, rodeando el Gran Recodo para ver la segunda, tercera y cuarta cataratas: ésta fue interrumpida por un encuentro con una violenta tormenta de polvo, que obligó a McClean a aterrizar, dañando la punta de un ala. Después de que fuera reparada, el vuelo continuó hacia Meroe y luego hacia Abu Hamad. Al salir de Abu Hamad falló una bomba de aceite: se realizó un aterrizaje en el río y el avión fue trasladado a Shereyk, donde el grupo esperó hasta que pudieran enviar una bomba de repuesto. Sin embargo, poco después de abandonar Shereyk, ambas bombas de aceite fallaron y, en el aterrizaje de emergencia resultante cerca de la isla Gananita, se dañaron un flotador y los botalones de la cola. Siguió un retraso de diez días, y el 14 de marzo volaron a Atbara: al día siguiente llegaron a Kabushia, donde se rompió una biela, dañando gravemente el motor, que fue enviado de regreso a los talleres ferroviarios de Atbara. El motor reparado estaba instalado el 22 de marzo, cuando se completó la etapa final hacia Jartum. Después de un día de paseos, el avión fue desmantelado y enviado de regreso a Inglaterra.

### Historia posterior
A su regreso a Inglaterra, el S.80 fue reconstruido en gran medida, con nuevas alas y botalones de cola y un plano de cola de cuerda reducida. Se eliminó el elevador delantero y la góndola se modificó a un diseño de dos asientos lado a lado con controles duales, usándose ahora el espacio que anteriormente ocupaban los otros dos asientos para el depósito de combustible. El 1 de agosto de 1914, McClean voló el avión hasta la Isla de Grain, y lo presentó al Almirantazgo, donde fue remotorizado con un Gnome Monosoupape de 75 kW (100 hp) que movía una hélice de cuatro palas, siendo equipado con un empenaje fijo, la mitad por encima y la otra mitad por debajo del plano de cola, y asignándosele la matrícula 905 del Almirantazgo. Como tenía poca potencia, no podía despegar desde aguas tranquilas en condiciones de poco viento, y fue utilizado para realizar prácticas de rodaje por pilotos que hacían la conversión desde aviones terrestres.

## Especificaciones
Referencia datos: Barnes 1967, p.70

### Características generales
- Tripulación: Uno (piloto)
- Capacidad: Tres pasajeros
- Longitud: 10,3 m (33,8 ft)
- Envergadura: 20 m (65,6 ft)
- Superficie alar: 50 m² (538,2 ft²)
- Peso vacío: 998 kg (2199,6 lb)
- Peso cargado: 1633 kg (3599,1 lb)
- Planta motriz: 1× motor rotativo de 14 cilindros en dos filas refrigerado por aire Gnome Double Lambda.
  - Potencia: 120 kW (165 HP; 163 CV)
- Hélices: Bipala de paso fijo

### Rendimiento
- Velocidad máxima operativa (Vno): 97 km/h (60 MPH; 52 kt)

## Aeronaves relacionadas

### Desarrollos relacionados
- Short S.81

### Secuencias de designación
- Secuencia S._ (interna de Short, anterior a 1921): ← S.52 - S.53 - S.62 - S.80 - S.81